# Antti Niemi (hockeista su ghiaccio)
Antti Niemi (Vantaa, 29 agosto 1983) è un hockeista su ghiaccio finlandese professionista che gioca nel ruolo di portiere. Dalla stagione 2015-2016 gioca nella National Hockey League con la squadra dei Dallas Stars.